# Robert Roth
Robert Roth (Bern, 5 juli 1898 - Nidau, 17 november 1959) was een Zwitsers worstelaar. Hij nam deel aan de Olympische Zomerspelen van 1920 in Antwerpen en behaalde daarbij een gouden medaille.

## Belangrijkste resultaten
Robert Roth was een van de 77 Zwitserse deelnemers aan de Olympische Zomerspelen van 1920. Binnen de sport van het worstelen op deze Spelen nam hij deel aan de discipline van de vrije stijl bij de zwaargewichten (meer dan 82,5 kg). Hij was de enige Zwitserse deelnemer op dit onderdeel.
Roth kwam op 25 augustus 1920 in actie in de feestzaal van de Zoo van Antwerpen, waar het worstelen werd georganiseerd. In de eerste ronde won hij na een beslissing van de jury van de Fin Jussi Salila. In de halve finale op 27 augustus 1920 won hij van de Amerikaan Fred Meyer, waardoor hij zich plaatste voor de finale. In de finale versloeg hij dezelfde dag nog de Amerikaan Nat Pendleton, waardoor Roth de gouden medaille won. Daarmee was hij een van de twee Zwitserse olympische kampioenen op de Olympische Zomerspelen van 1920, naast het team op het onderdeel vier-met-stuurman bij het roeien.

### Olympische Zomerspelen
| Jaar | Plaats    | Onderdeel                  | Resultaat | Prestaties                                                                                              |
| ---- | --------- | -------------------------- | --------- | --- |
| 1920 | Antwerpen | zwaargewichten vrije stijl | Goud      | eerste ronde: W van FIN Jussi Salila halve finale: W van USA Fred Meyer finale: W van USA Nat Pendleton |

## Trivia
- Robert Roth was een broer van de worstelaars Fritz Roth en Hans Roth, die beiden aantraden op de Olympische Zomerspelen van 1924 in Parijs.

1904: Bernhuff Hansen ·
1908: George Con O'Kelly ·
1920: Robert Roth ·
1924: Harry Steel ·
1928: Johan Richthoff ·
1932: Johan Richthoff ·
1936: Kristjan Palusalu ·
1948: Gyula Bóbis ·
1952: Arsen Mekokisjvili ·
1956: Hamit Kaplan ·
1960: Wilfried Dietrich ·
1964: Aleksandr Ivanitski ·
1968: Aleksandr Medved ·
1972: Ivan Jarygin ·
1976: Ivan Jarygin ·
1980: Ilja Mate ·
1984: Lou Banach ·
1988: Vasile Puşcaşu ·
1992: Leri Khabelov ·
1996: Kurt Angle ·
2000: Saghid Moertasalijev ·
2004: Chadjimoerat Gatsalov ·
2008: Shirvani Muradov ·
2012: Jake Varner ·
2016: Kyle Frederick Snyder ·
2020: Abdoelrasjid Sadoelajev ·
2024: Akhmed Tazhudinov